# 承天寺塔
承天寺塔，位于中华人民共和国银川市，因其位于银川市西部而被称作西塔。该塔是一座始建于西夏时期的砖塔，在清代乾隆年间被地震摧毁，嘉庆年间按原样重建。该塔共有11层，高64.5米，是宁夏境内现存最高的砖塔。

## 历史
承天寺塔，是承天寺的主要建筑之一:21，因其位于银川市西部而被俗称“西塔”。该塔始建于西夏毅宗李谅祚在位年间，建成时为11层，根据建成时所立石碑的碑文记载，可确定塔的具体建成时间为天祐垂圣元年（1050年）三月二十五日，西夏太后没藏皇后（宣穆惠文皇后）为年仅1岁即位的儿子夏毅宗李谅祚祈福而建，取“承天顾命，册制临轩”之意，故名承天寺，并以金棺银椁藏佛骨舍利于承天寺塔地宫。这也是至今发现的唯一一座有明确记载时间的西夏佛塔:66。5年后，承天寺正式建成。塔、寺建成后，成为了西夏的一处重要的佛事地点:21。明朝洪武年间，承天寺已毁，仅剩承天寺塔。此后明庆靖王朱栴曾主持重修承天寺并作诗纪念，成化五年（1469年）时，承天寺塔被重修:24。清乾隆三年（1738年），银川附近发生大地震，承天寺塔被震毁。嘉庆二十五年（1820年），承天寺塔重修，重修后的承天寺塔规模与之前一致，建筑风格基本保留了西夏时期的风格:22-23。
1939年3月6日上午10时左右，日本空军12架战机轰炸银川，承天寺塔院内的防空洞被日军炸毁，躲藏在里面的60余人中有42人被炸死，其余被炸伤，而承天寺塔并未受损。中华人民共和国成立之后，承天寺成为宁夏博物馆所在地，承天寺塔也被重点保护。2006年，承天寺塔被中华人民共和国国务院列为全国重点文物保护单位。

## 结构
承天寺塔位于银川市西部，承天寺的正中央，是一座砖塔。外形呈八角形，建在高达26米的方形台基上，塔身通高64.6米，是宁夏现存最高的砖塔。塔的底边每边长5米，东西对面距离为22米:24。塔外看起来共有13层，内部实际仅为11层，最下面3层内有佛龛而没有开窗，第3、5、7、9层的东南西北四个方向各开一个佛龛形小窗，第11层开四明四暗的圆窗，其他各层各面均开设有佛龛:66。塔顶用绿色琉璃砖砌成:24。外壁上的装饰仅有镶嵌有带纹饰的玻璃构件，每层的塔檐有上下挑出各三层的棱角，第11层以上挑出五层棱角:66，每一层的角上都悬挂有一个铁铎。塔顶没有宝盖，仅有一座巨大的八边绿色桃形刹体:21。塔的内室为方形，宽2.1米，为厚壁空心式木板楼层结构。塔内安装有楼梯，可以登到第11层:24。

## 保护
2009年，《承天寺塔保护规划》的论证会在银川市举行，保护规划的相关文件于随后被送审。2015年1月12日，银川市兴庆区进行整体改造的系列规划获得通过，承天寺塔被作为重点保护对象列入了规划当中。